# Tea Tairović
Tea Tairović (în sârbă Tea Таировић; n. 26 aprilie 1996, Novi Sad, Iugoslavia) este o cântăreață și compozitoare sârbă.

## Biografie
Tairović s-a născut la 26 aprilie 1996 la Novi Sad. Mama ei, Božica Malević, a lucrat ca prezentatoare de televiziune, iar tatăl ei, Zoran Tairović, este pictor. Prin intermediul tatălui ei, este de origine romă, iar bunica ei paternă a murit din cauza consecințelor bombardamentelor NATO din 1999 asupra Republicii Federale Iugoslavia, în urma cărora casa tatălui ei a fost distrusă.
Tairović dansează de la vârsta de trei ani, când a început școala de balet, și a câștigat locul al doilea la Campionatul Mondial de Show Dance. Ea s-a pregătit în dansuri standard și latino-americane, balet și balet de jazz. A absolvit Liceul Svetozar Marković, iar apoi a intrat la Facultatea de Filosofie a Universității din Novi Sad. Ea a declarat că nu intenționează să studieze psihologia, deoarece visul ei încă din copilărie a fost să devină cântăreață.

## Carieră
A cântat cântece de Severina Vučković, Tijana Dapčević, Galena, Nina Badrić și mulți alții.
Recunoscută pentru dansurile și spectacolele sale care includ dansul din buric și dansul latin, precum și pentru cover-uri din România, Grecia, Bulgaria și Albania, Tairović a fost descrisă în Serbia drept "Shakira din Balcani".

## Discografie
- Balkanija (2022)
- Balerina (2023)
- Tea (2024)